# Traité d'amitié et de commerce anglo-japonais

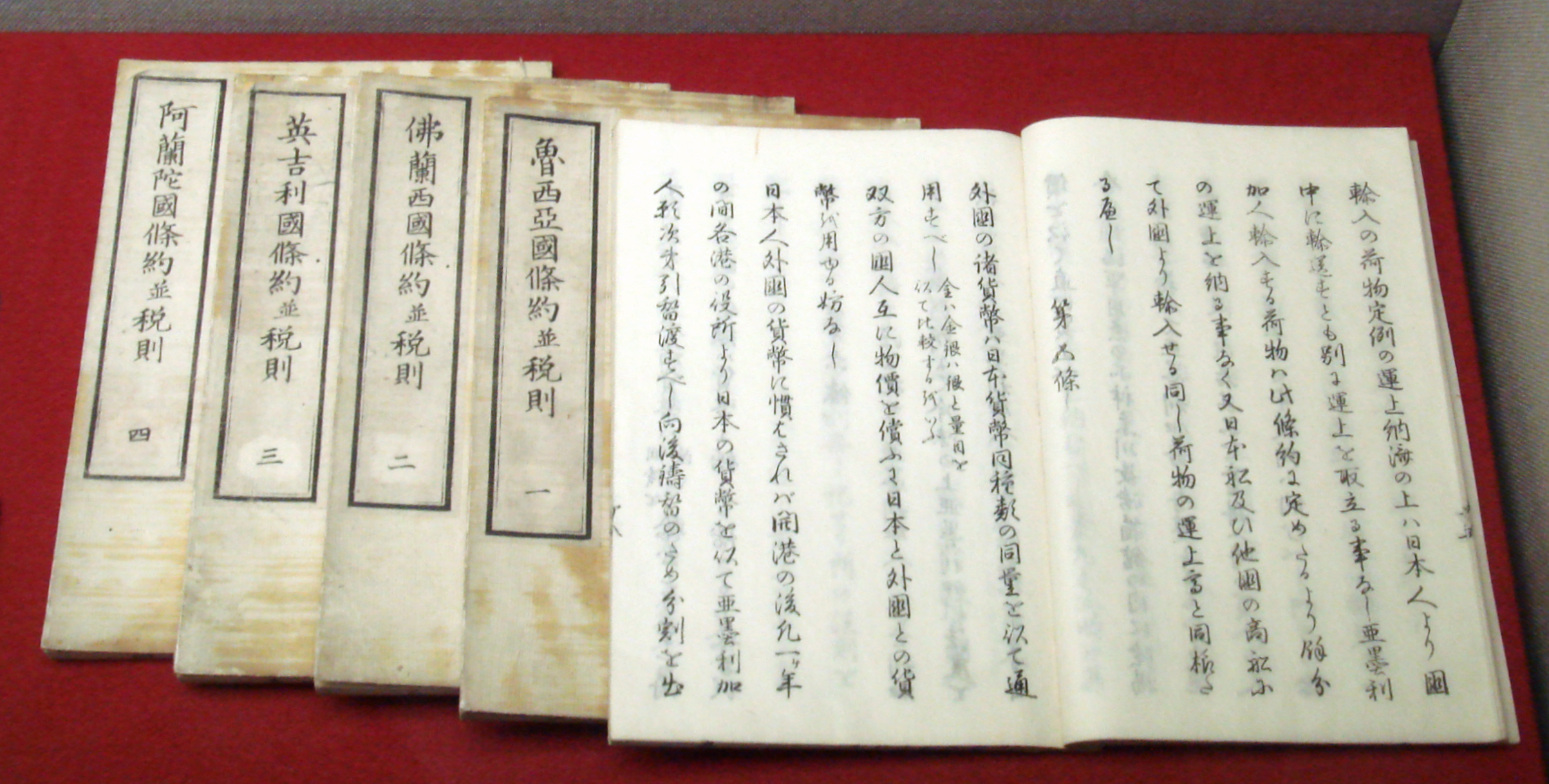
Traités du Japon avec les Pays-Bas, le Royaume-Uni, la France, la Russie et les États-Unis, 1858.

Le traité d'amitié et de commerce anglo-japonais (日英修好通商条約, Nichi-Ei Shūkō Tsūshō Jōyaku) est un accord international signé le 26 août 1858 par James Bruce et des représentants du shogunat Tokugawa. Cet accord fait partie des « Traités inégaux », série de traités imposés militairement par les puissances colonisatrices occidentales aux pays d'Extrême-Orient pendant la seconde moitié du XIXe siècle.
Les concessions faites par le Japon sont au nombre de trois :
- Un représentant du gouvernement britannique résidera en permanence à Edo.
- Hakodate, Kanagawa et Nagasaki seront ouverts au commerce britannique le 1er juillet 1859 et les sujets britanniques pourront voyager dans un rayon de 40 km autour de chaque port. Kobé sera ouvert le 1er janvier 1863.
- Les sujets britanniques pourront résider à Edo à partir du 1er janvier 1862 et à Osaka à partir du 1er janvier 1863.

## Source, de la traduction
- (en) Cet article est partiellement ou en totalité issu de l’article de Wikipédia en anglais intitulé « Anglo-Japanese Treaty of Amity and Commerce » (voir la liste des auteurs).